# Wikipedia en náhuatl
La Huiquipedia o Wikipedia en náhuatl es la versión de Wikipedia en este idioma, dio inicio el 10 de agosto de 2003; esta versión de la enciclopedia cuenta con 4296 artículos al día 29 de marzo de 2025; tiene 23 415 usuarios, de los cuales 21 son activos. La Wikipedia en náhuatl es la segunda Wikipedia más grande en idiomas americanos después de la Wikipedia quechua.

## Historia
El usuario Piolinfax de origen belga creó la primera página de la Huiquipedia el 10 de agosto de 2003 y la llamó Ātl y luego se trasladó a Atl (en español "agua") el cual fue trabajo conjunto con el usuario español Youssefsan quien se encargó de buscar usuarios hispanohablantes que se interesaran por el proyecto y que colaboraran con el mismo. 
El primer usuario mexicano con conocimientos de náhuatl registrado en esta Wikipedia amerindia fue Netza; y el primer usuario hablante de náhuatl fue Akapochtli, un importante defensor de la Wikipedia náhuatl que mejoró y ayudó a los primeros usuarios o administradores a darle un sentido objetivo en este medio electrónico. El usuario mexicano con mayor número de ediciones fue Marrovi y el administrador más activo es Ricardo gs.
La primera redacción fue la siguiente: =NILTZE!=, un saludo de bienvenida que corresponde a "hola" del español, fue el comienzo del primer artículo en náhuatl que se llamó Calixatl (Portada) y que fue escrito por Youssefsan. El usuario Amoxtlacatl, fue el primero en llamar a la Wikipedia náhuatl como Huiquipedia el 6 de septiembre de 2003, lo cual es un derivado fonético que tiene su origen en la escritura del náhuatl clásico.
A partir del 2005 surgieron las primeras discrepancias entre los usuarios de Metawiki por la poca afluencia de hablantes nativos del náhuatl y el principal tema de discusión es el uso de registro del ISO3 nah, el cual fue descrito por lingüistas de la Wikipedia en español como la clave de una macrolengua que no alude a una forma específica del náhuatl hablado en actualidad, de la cual existen 30 variantes. 
La escritura del idioma náhuatl en esta Wikipedia siguió una tendencia a la forma estandarizada del náhuatl colonial aunque durante su existencia varios usuarios han propugnado utilizar un sistema diferente, los primeros artículos editados fueron xochitl, metztli, Quetzalcoatl, Tlaloc, coyotl, Tonatiuh, papalotl, coatl, entre otros. 
Debido a la falta de información y criterios editoriales, en 2007 fue llevada una solicitud a Metawiki de consulta para eliminar la Huiquipedia, argumentando dos puntos:
1. La escritura del náhuatl clásico corresponde a una lengua muerta.
2. Los hablantes nativos no se interesaron en redactar en su propia lengua.

Esta propuesta que iba en contra de los principios de Wikimedia Foundation, obviamente no prosperó, siendo finalmente la conclusión de que el náhuatl no es la lengua de una nación y que no es solo responsabilidad de los hablantes nativos, ya que Wikipedia está abierta al conocimiento en donde aquellas personas que no tienen al náhuatl como lengua materna no pueden ser excluidas del proyecto.
En 2008 otra vez se reflexionó acerca de la escritura, algunos proponían que debería ser la moderna y no la clásica, haciendo referencia a los textos editados por la SEP y algunas páginas de Internet; sin embargo, en ese momento no existía ninguna escritura oficial del náhuatl, además de que cada dialecto o variante lingüística presenta rasgos particulares que se ven reflejados en su escritura local, lo que no ayuda a establecer una única escritura oficial. Por lo que se continuó escribiendo con los lineamientos establecidos desde 2005.
En 2011 nuevamente se replanteó las políticas de Wikipedia náhuatl, pensando en la inclusión de hablantes nativos, con lo cual se optó por usar una interfaz múltiple para la apertura de nuevos portales en las variantes lingüísticas del náhuatl más habladas, ya que usar el ISO3 nah permitía que no fueran ignoradas las variantes nahuas y que además se integraran como una lengua común y no fragmentada.
El 23 de agosto de 2014, Wikipedia náhuatl alcanzó los 10 000 artículos, siendo San Miguel Tzinacantepec, el artículo que correspondió a la cifra.
El 1 de julio del 2015 el usuario Marrovi llevando un proceso "controlado", impone una escritura simplificada para facilitar la edición a través de medios electrónicos. Durante 15 días manipula la votación, para obtener el resultado deseado (que quería imponer desde 2007), a partir de esa fecha se dejan de usar diacríticos para dar paso a una escritura simplificada del náhuatl, la cual se apega a la escritura de los medios de comunicación oficiales y de gobierno. 
Wikipedistas de habla náhuatl hacen su aparición por primera vez en Wikimanía Mexico City para intentar buscar estrategias de mejoramiento de la Huiquipedia, lo cual en realidad no ha fructificado, siendo otro de los fracasos de algunos activistas con falta de visión y entendimiento de las necesidades de la Huiquipedia. La inclusión y participación de estos usuarios no ha aportado mucho en realidad.

## Antigua ortografía
Inicialmente, los primeros usuarios intentaron usar una escritura moderna, más apegada a la fonología lingüística, en oposición a quienes usaban una escritura más conservadora. A partir de 2005 el grupo más activo decidió usar la ortografía colonial, pero a la vez también marcar algunas características muy propias de esta lengua, las cuales fueron descritas por primera vez por Horacio Carochi en su Arte de la lengua mexicana de 1645 y posteriormente retomadas por José Augustín Aldama y Guevara (1754), estudiosos que se preocuparon por consignar sin falta todas las minucias de la pronunciación de la lengua (vocales largas, vocales cortas y saltillo).
La ortografía de Carochi tiene las siguientes características:
- Las vocales largas se escriben con un macrón encima (ā, ē, ī, ō);
- las vocales cortas se escriben sin ninguna indicación (a, e, i, o);
- el saltillo en medio de la palabra se escribe con un acento grave sobre la vocal anterior (à, è, ì, ò); y
- el saltillo en posición final se representa con un acento circunflejo (â, ê, î, ô).
- marca el vocativo con un acento agudo sobre la e final (é).

La ortografía de Aldama y Guevara tiene las siguientes características:
- las vocales largas se escriben con un acento agudo (á, é, í, ó);
- las vocales cortas se escriben sin ninguna indicación (a, e, i, o);
- el saltillo en medio de la palabra se escribe con un acento grave sobre la vocal anterior (à, è, ì, ò); y
- el saltillo final se representa con un acento circunflejo (^).
- Marca el vocativo simplemente con e.

Este sistema, algo complejo, no se usó nunca en Huiquipedia, la ortografía que se implementó es la que utiliza Frances Karttunen (1983), entre otros estudiosos modernos; ya que respeta las características de la lengua, siendo similar a las dos formas anteriores pero con simplificaciones, siendo las siguientes sus características:
- Las vocales largas se escriben con un macrón encima (ā, ē, ī, ō);
- las vocales cortas se escriben sin ninguna indicación (a, e, i, o);
- el saltillo se escribe siempre como una h precedida de una vocal, sin importar si su posición es en medio o al final de la palabra.
- marca el vocativo con un acento agudo sobre la e final (é).

Debido a discrepancias sobre esta propuesta ortográfica, los usuarios de mayor actividad dentro del proyecto, acordaron desde 2008 que debía existir libertad de escritura al redactar un artículo, esto fue reforzado en mayo del 2011 cuando se incorporó la introducción de "pestañas" de las variantes dialectales del idioma náhuatl, integrando así las ortografías nuevas que se proponen en las distintas variantes del náhuatl, esto con el fin de congregar a nuevos usuarios que tuvieran este idioma como lengua materna. La propuesta fue retomada de algunas Wikipedias italianas como la Wikipedia en idioma lombardo o la Wikipedia en emiliano-romañol que utilizan un sistema combinado para integrar los dialectos o variedades en un mismo proyecto.

## Críticas a la Wikipedia en náhuatl
La principal crítica que recibe la Wikipedia, al igual que el resto de proyectos de Wikimedia Foundation, es de aquellos usuarios que han sido bloqueado o que tienen ediciones conflictivas. Muchas veces estos usuarios suelen exagerar la "crítica" sobredimensionándola. 
En el caso de la Wikipedia náhuatl, durante años un usuario en desacuerdo mantuvo una campaña de señalizaciones en contra del uso de la ortografía del religioso Horacio Carochi, la cual de hecho nunca se usó como tal. Esto nunca fue en realidad un problema, ya que los bibliotecarios siempre han permitido el uso de otros sistemas. Es de notar que este usuario no es el único que quiere imponer su criterio, entre los hablantes de las distintas regiones suele haber una gran confusión respecto a la escritura que debe regir, lo que los lleva a defender la forma en que inicialmente lo aprendieron.
Verdaderas críticas o reflexiones emanan de la calidad de los artículos, la cual en su mayoría, es muy baja. Es decir, que se crearon por volumen sin importar el contenido. 
Otro de los señalamientos es la poca actividad de verdaderos nativo hablantes de este idioma. Aspecto que no se relaciona con los usuarios activos, quienes a pesar de los esfuerzos por invitar y orientar a nuevos usuarios, estos simplemente no se incorporan. 
A la fecha de 2010, esta edición de Wikipedia fue la segunda en cuanto al número de artículos publicados en lenguas indígenas de América. A pesar de existir una población grande de nahuatlahtos o nahua hablantes, la Wikipedia en náhuatl tiene menos artículos en comparación la Wikipedia en quechua, pero una cantidad mayor que la Wikipedia en navajo, la cual destaca por la calidad en sus artículos respecto al quechua y al náhuatl. Muchos factores influyen para que la población nahua no participe activamente en la Huiquipedia, el principal son los niveles de educación, el segundo, los valores aspiraciones de los individuos, quienes se enfocan en la manutención y el bienestar familiar, antes que cultivar la lengua. Quienes se  integran a la enciclopedia suelen ser mexicanos que no son propiamente hablantes nativos, pero que tienen una afición principalmente por el náhuatl clásico. Además asciende el número de usuarios que abren una cuenta en Wikipedia náhuatl cuya lengua materna es inglés, alemán, francés, polaco, holandés y ruso, aunque tampoco son muy activos. 

## Fechas clave
- El 10 de agosto de 2003 inicia el proyecto con el artículo Atl
- El 6 de junio de 2009 alcanza los 5000 artículos con Campora San Giovanni
- El 23 de agosto de 2014 alcanza los 10 000 artículos con San Miguel Tzinacantepec
- El 1 de julio de 2015 se autoriza la escritura simplificada para facilitar la edición a través de medios electrónicos.[6]
- El 10 de diciembre de 2015 alcanza los 11 111 artículos con Capolin, Yancuic Mexihco
- El 31 de mayo de 2016 cuando se habían rebasado los 14 000 artículos, se replantean estrategias y se reflexiona acerca del contenido, casi nulo, de los artículos. Lo que generó todo un nuevo proceso de limpieza a partir de esta fecha.

La excesiva creación de páginas por medio de "plantillas" que decían exactamente lo mismo, se convirtió en un bulo, donde se exaltaba la cantidad por encima de la calidad. En su mayoría, páginas creadas con media frase y bonitas imágenes hacían creer que Huiquipedia "mejoraba" y "crecía", lo que era en realidad una ilusión. Las acciones inmediatamente tomadas fueron revisar los contenidos y todo aquello que fuera superfluo e innecesario sería borrado; más de 7 mil artículos fueron eliminados para a partir de lo que quedaba, fuera reestructurada la enciclopedia, trabajo que continúa.

## Colaboradores
| Distribución de las ediciones por país                 | Distribución de las ediciones por país | Distribución de las ediciones por país | Distribución de las ediciones por país | Distribución de las ediciones por país |
| ------------------------------------------------------ | -------------------------------------- | -------------------------------------- | -------------------------------------- | -------------------------------------- |
| Origen de ediciones                                    | Origen de ediciones                    |                                        | Porcentaje                             | Porcentaje                             |
| México                                                 | México                                 |                                        | 25.8 %                                 | 25.8 %                                 |
| EE. UU.                                                | EE. UU.                                |                                        | 22.4 %                                 | 22.4 %                                 |
| Alemania                                               | Alemania                               |                                        | 10.1 %                                 | 10.1 %                                 |
| Polonia                                                | Polonia                                |                                        | 9.6 %                                  | 9.6 %                                  |
| El Salvador                                            | El Salvador                            |                                        | 9.5 %                                  | 9.5 %                                  |
| Francia                                                | Francia                                |                                        | 6.8 %                                  | 6.8 %                                  |
| Países Bajos                                           | Países Bajos                           |                                        | 5.3 %                                  | 5.3 %                                  |
| Rusia                                                  | Rusia                                  |                                        | 4.2 %                                  | 4.2 %                                  |
| España                                                 | España                                 |                                        | 2.5 %                                  | 2.5 %                                  |
| Chile                                                  | Chile                                  |                                        | 1.2 %                                  | 1.2 %                                  |
| Otros                                                  | Otros                                  |                                        | 4.3 %                                  | 4.3 %                                  |
| Del 1 de enero al 31 de mayo de 2015 Fuente: Wikimedia |                                        |                                        |                                        |                                        |

En Huiquipedia han participado usuarios de prácticamente toda habla hispana, sin embargo, los que han sido constantes o notables han sido muy pocos. En general los artículos han sido publicados con pocas ediciones, ya que no existen artículos controversiales, solo un puñado de páginas han tenido numerosas ediciones entre las que se encuentran Tehtlahtol, México, Náhuatl, Municipios de México, Cultura Azteca y Botánica; esto debido más al estilo del usuario que al artículo en sí.